# Cantonul Bailleul-Nord-Est
Cantonul Bailleul-Nord-Est este un canton din arondismentul Dunkerque, departamentul Nord, regiunea Nord-Pas-de-Calais, Franța.

## Comune
- Belle (parțial, reședință) (Bailleul)
- Niepkerke (Nieppe)
- Sint-Janskappel (Saint-Jans-Cappel)
- Steenwerk (Steenwerck)